# Telesforo Chuidian
Telesforo Antonio Chuidian (Manilla, 5 januari 1855 - 11 april 1903) was een Filipijns ondernemer van Chinese afkomst.

## Biografie
Telesforo Chuidian werd geboren op 5 januari 1855 in de Binondo in de Filipijnse hoofdstad Manilla. Zou ouders waren Jose Antonio Chuidian en Silveria Chuaquico. Zijn vader immigreerde op jonge leeftijd uit het Chinese Amoy, het tegenwoordige Xiamen, naar de Filipijnen. Hij was een succesvol handelaar en richtte het bedrijf La Puerta del Sol op. Dit bedrijf gevestigd aan Escolta Street in Binondo handelde in hardware en geïmporteerde goederen. Na het overlijden van zijn vader gedurende zijn tienerjaren, moest Chuidian zijn opleiding aan de Ateneo de Manila afbreken om zijn vaders zaken over te nemen.
Hij zette een nieuw eigen kantoor op aan Anloague Street, het tegenwoordige Juan Luna Street, waar hij handelde in koffie, suiker en hennepproducten. Ook was hij importeur en exporteur. Later begon Chuidian een partnerschap met zijn oom Mariano Buenaventura. Hun bedrijf werd bekend onder de naam Chuidian Buenaventura y Ca. Gedurende de jaren groeide Chuidian uit tot een welvaren en invloedrijk man. Het huis van de Chuidians werd nog vermeld in het boek Noli me Tangere van Jose Rizal. Ook was de personage van kapitein Tiago uit het boek gebaseerd op Chuidian.
Bij de uitbraak van de Filipijnse Revolutie werd Chuidian door de Spanjaarden aangeklaagd voor betrokkenheid en zes maanden gevangen gehouden in Fort Santiago. In 1898 werd hij benoemd als een van de leden van het Malolos Congres, een soort parlement van de Filipijnse revolutionaire regering onder leiding van president Emilio Aguinaldo. Chuidian was een van de drie personen die papiergeld van de revolutionaire overheid kon autoriseren. De andere twee waren Pedro Paterno en Mariano Limjap. Aan het begin van het Amerikaanse koloniale bewind werd Chuidian opnieuw kortstondig gevangengezet.
Chuidian overleed in 1903 op 48-jarige leeftijd aan de gevolgen van tuberculose, een ziekte die hij had opgelopen in gevangenschap in Fort Santiago. Hij werd begraven in een familiegraf op Manila North Cemetery. Chuidian had 19 kinderen.